# Pariser Straße (Kaiserslautern)
Die Pariser Straße ist eine Straße in Kaiserslautern, die nach der französischen Hauptstadt Paris benannt ist. Ab der Kreuzung Rauschenweg nördlich des Stadtteils Bännjerrück ist die Pariser Straße Teil der B37. Weitgehend parallel zur Straße verläuft zudem die Bahnstrecke Mannheim–Saarbrücken.

## Lage
Die Pariser Straße beginnt in der Innenstadt von Kaiserslautern zwischen Burggymnasium und Rathaus. Von dort verläuft sie über den Pfaffplatz, Georg-Rittersbacher Platz und Vogelweh bis nach Einsiedlerhof. In dieser Form ist sie die längste Straße in Kaiserslautern. Der Abschnitt zwischen Pfaffplatz und der Kreuzung mit Goethestraße und Kottenschanze ist Einbahnstraße. Sie wird durchgängig von der Buslinie 101 befahren. Zwischen 1957 und 1985 fuhren die Kaiserslauterer Obusse entlang der Straße.

## Gebäude und Geschäfte
Die Straße ist eine der Hauptgeschäftsstraßen von Kaiserslautern. An der Straße befinden sich unter anderem das K in Lautern, eine Niederlassung der Rheinpfalz, die Apostelkirche, eine Filiale von Burger King und das Eisenbahnausbesserungswerk Kaiserslautern. Ebenfalls liegt der Stadtteil Bahnheim an der Straße. Außerdem liegt hier auch ein Luftschutzbunker aus dem Zweiten Weltkrieg. Diverse Gebäude entlang der Straße stehen unter Denkmalschutz.